# Piotr Adamczak
Piotr Adamczak (ur. 20 lipca 1988) – polski piłkarz ręczny, rozgrywający, od 2019 zawodnik Stali Mielec.
Wychowanek Ostrovii Ostrów Wielkopolski, następnie zawodnik pierwszoligowego SMS-u Gdańsk. W latach 2007–2012 występował w Zagłębiu Lubin, z którym w sezonie 2007/2008 zdobył wicemistrzostwo Polski, a w sezonach 2008/2009 i 2009/2010 grał w finale Pucharu Polski. W ciągu pięciu lat spędzonych w Zagłębiu rzucił w najwyższej polskiej klasie rozgrywkowej 235 bramek. W sezonie 2012/2013 był graczem KS Zabrze, a w sezonie 2013/2014 występował w Gwardii Opole.
W latach 2014–2018 był zawodnikiem Mebli Wójcik Elbląg. Przez pierwsze dwa sezony występował w ich barwach w I lidze, przez następne dwa w Superlidze. W sezonie 2016/2017 rozegrał w najwyższej klasie rozgrywkowej 24 mecze i zdobył 90 goli. W sezonie 2017/2018 wystąpił w 30 ligowych spotkaniach, w których rzucił 88 bramek. W sezonie 2018/2019 był graczem MKS-u Kalisz (rozegrał 21 meczów i zdobył 22 gole). W 2019 przeszedł do Stali Mielec.
Reprezentant Polski juniorów i młodzieżowców. W 2006 uczestniczył w mistrzostwach Europy U-18 w Estonii, podczas których rozegrał siedem meczów i zdobył 33 bramki. W 2007 wystąpił w mistrzostwach świata U-19 w Bahrajnie. W 2008 wziął udział w mistrzostwach Europy U-20 w Rumunii, w których rzucił 11 goli.
W październiku 2009 wystąpił w barwach reprezentacji Polski B w jednodniowym turnieju towarzyskim w Wągrowcu, w którym zdobył jedną bramkę. W reprezentacji Polski zadebiutował 5 czerwca 2010 w towarzyskim meczu z Litwą (31:31), w którym rzucił jednego gola. W grudniu 2010 zagrał w dwumeczu z Rumunią.
Młodszy brat piłkarza ręcznego Pawła Adamczaka.